# Marvin (Carolina del Nord)
Marvin è un villaggio degli Stati Uniti d'America, situato in Carolina del Nord, nella contea di Union.